# (35966) 1999 LJ13
1999 LJ13 (asteroide 35966) é um asteroide da cintura principal. Possui uma excentricidade de 0.05339680 e uma inclinação de 7.90956º.
Este asteroide foi descoberto no dia 9 de junho de 1999 por LINEAR em Socorro.